# Lovrenc Košir

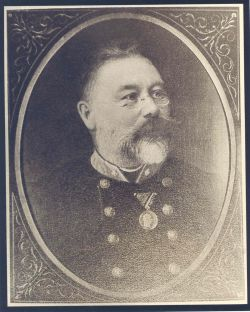
Laurenz Koschier

Laurenz Koschier, slowenisch: Lovrenc Košir, (* 29. Juli 1804 in Unterluscha bei Bischoflack, Oberkrain, slowenisch: Spodnja Luša nad Škofjo Loko; † 7. August 1879 in Wien) war ein österreichischer Beamter, der u. a. in Wien, Laibach (heute Ljubljana) und Agram (heute Zagreb) tätig war. Ihm wird neben Rowland Hill und James Chalmers die Erfindung der Briefmarke zugeschrieben.

## Leben und Karriere
Lovrenc Košir bzw. Laurenz Koschier wurde als sechstes Kind  eines krainischen, d. i. slowenischen Bauern in einem Dorf, das heute zur Stadtgemeinde Škofja Loka gehört, geboren. Er konnte das Gymnasium in Laibach und das dortige Jesuiten-Lyzeum besuchen, sowie am K.K. Lyzeum in Laibach Landwirtschaft studieren. Daran schloss sich 1829 eine Anstellung im Staatsdienst zunächst in der Buchhaltung des damals österreichischen Venedig und danach in Mailand. Aufgrund seiner erfolgreichen Tätigkeit wurde er 1834 als Rechnungsbeamter in Wien beschäftigt, wo ihm die überaus komplizierte und sehr fehleranfällige Bezahlung der Postleistungen auffiel.
Mit Datum vom 31. Dezember 1835, fünf Jahre vor der Einführung der weltweit ersten Briefmarken in Großbritannien, unterbreitete dem Präsidenten der K.K. Allgemeinen Hofkammer (Finanz- und Handelsministerium) in Wien, der das Postwesen unterstand, der subalterne Buchhalter Laurenz Koschier einen Vorschlag zur Einführung von aufklebbaren Brieftaxstempeln. Diese sollten im Kaisertum Österreich zur Vorausbezahlung des Briefportos durch „aufgeklebte Stempel“ dienen. Die gepressten Papieroblaten, wie er sie nannte, sind uns heute unter dem Begriff Briefmarken bekannt. Der Vorschlag des Beamten wurde eingehend geprüft, jedoch vorerst unter der Geschäftszahl Z 15 965/671 vom 11. Mai 1836 abgewiesen: Leider könne von den Vorschlägen kein Gebrauch gemacht werden, doch werde sein „lobenswertes Bestreben, der Postanstalt nützlich zu sein“, anerkannt.  Ob die nicht lange danach erfolgte Versetzung Koschiers in seine Krainer Heimat nach Laibach auf seinen eigenen Wunsch hin erfolgte oder ob der niedrigere und schlechter bezahlte Posten ein Beispiel für den berüchtigten „Dank vom Haus Östreich“ war, ist ungeklärt.
Nach fünfzehnjähriger Tätigkeit in Laibach wurde Koschier 1851 nach Agram (heute: Zagreb) versetzt, wo er bis zu seiner Pensionierung 1872 verblieb, nachdem er 1856 mit der Ernennung zum "Vizestaatsbuchhalter"  seinen Karrierehöhepunkt erreicht hatte.  Den Ruhestand aber nützte der verwitwete Beamte, dessen drei Kinder Anna, Theodor und August ebenfalls bereits verstorben waren, für eine Arbeit auf ganz anderem Gebiet: Neben seiner slowenischen Muttersprache hatte er sich bereits früh die Kenntnis der deutschen, italienischen, französischen und lateinischen Sprache angeeignet, und nun befasste er sich mit der Erstellung eines Kroatisch-Ungarischen Wörterbuchs,  ehe er nach sieben Jahren 1879 in Wien verstarb, wo im Jahr 1953 in Floridsdorf (21. Bezirk) die Koschiergasse nach ihm benannt wurde.

## Briefmarkenpionier
Die Briefmarken sollten nach der Vorstellung von Koschier/Košir den bereits in Österreich verwendeten Siegelmarken der Behörden nachempfunden werden. Da er jedoch Kontakte nach England hatte, besteht die Möglichkeit, dass er die Idee der Briefmarke von James Chalmers übernahm, der bereits ein Jahr vor ihm Briefmarkenentwürfe angefertigt hatte, seine Entwürfe allerdings erst drei Jahre nach Koschier einreichte. Hingegen behauptete Laurenz Koschier in einem Majestätsgesuch an Kaiser Franz Joseph I., nachdem dieser am 25. September 1849 seine Genehmigung zur Einführung einer „Frankierung der Briefe mittels verkäuflicher und aufgeklebter Stempel“ erteilt hatte, er selbst habe 1836 sein Projekt einem britischen Handelsagenten namens Galloway erläutert, welcher sodann Rowland Hill davon berichtet habe.
1902 las man im „Neuen Buch von der Weltpost“:
"Im Jahre 1858 trat der damalige Vice-Staatsbuchhalter L Koschier in Wien mit der Behauptung auf, der Erfinder der Briefmarke zu sein. Daraufhin erhielt die Oberpostdirektion in Leipzig seitens des sächsischen Finanzministeriums den Auftrag, uber diese Angelegenheit Bericht zu erstatten. Er fiel völlig zu Gunsten Koschier’s aus, indem die von ihm vorgelegten Schriftstücke den Beweis erbrachten, dass der Genannte bereits im Jahre 1836 der österreichischen Regierung den Vorschlag unterbreitet hatte, die Barfrankierung zu beseitigen und an ihre Stelle die Francomarken treten zu lassen. Ja noch mehr, Koschier will schon im Jahre 1835 – also vor Rowland Hill – in Laibach mit einem Engländer namens Galway gesprächsweise das System der einheitlichen Briefportotare behandelt und, wie er nachträglich meinte, den Anstoß zu der Hill’schen Postreform gegeben haben."
Ein Schreiben Koschiers mit demselben Anspruch an den Weltpostverein anlässlich dessen Vorbereitungskonferenz am 20. September 1874 in Bern blieb jedoch unbeantwortet, und ein kroatischer Historiker, ein Dr. Velimir Sokol, der sich mehrfach mit der Person Koschiers befasst hatte, will 1979 endgültig nachgewiesen haben, dass Koschier überhaupt keinerlei Anteil an der Erfindung der Briefmarke zukomme.

## Gedächtnismarken
- Laurenz Koschier/Lovrenc Košir wurde vom ehemaligen  Jugoslawien auf mehreren Sondermarken verewigt. Das Land setzte sich sehr für seine Anerkennung als der einzig wahre Erfinder der Briefmarke ein. Im Jahre 1948 wurde eine vierteilige Sondermarkenserie mit seinem Bildnis ausgegeben.[2]  Im selben Jahr gab das jugoslawische Postwesen sogar eine Flugpostmarke heraus, auf der  Lovrenc Koširs Porträt,  sein Geburtshaus in heimatlicher Landschaft   und ein Flugzeug abgebildet sind. Das Besondere dieser Marke liegt jedoch an den Zierfeldern, die jeder Marke anhängen. Auf ihnen sind eine serbokroatische und eine französische Inschrift, die über die Verdienste von Lovrenc Košir – bzw. von "Laurent Kochir" im französischen Text – um die Einführung der Briefmarke Auskunft geben.[10]
- Am 4. Mai 1979 war der Ersttag der österreichischen Sonderbriefmarke "Laurenz Koschier. Pionier der Briefmarke" anlässlich seines 100. Todestages.[11] Auch Sonderstempel und offizieller Ersttagsumschlag[12] zeigen diese Namensschreibweise.
- Am 21. Mai 2004 erschien eine Sondermarke der Slowenischen Post zum 200. Geburtstag von Lovrenc Košir,[13] die ihn, sein Geburtshaus und einen handschriftlichen Auszug aus seinem Vorschlag in deutscher Kurrentschrift mit seiner Unterschrift in der Schreibung "Laurenz Koschier" zeigt. Deutlicher sichtbar ist seine Unterschrift auf dem beigefügten Sonderstempel von Škofja Loka (Bischoflack)[14]